# Zentraldeponie Hattingen
Die Zentraldeponie Hattingen ist eine stillgelegte Mülldeponie am Zechenplatz in Bredenscheid, Hattingen, Ennepe-Ruhr-Kreis. Betreiber ist die Abfallentsorgungs-Gesellschaft Ruhrgebiet. Am Standort befand sich die Zeche Johannessegen.
Ihr Betrieb wurde 1977 begonnen. Sie wurde 2002 stillgelegt. Seit 2014 wurde vermehrt Material aufgetragen, um die Deponie abzudichten. Sie nimmt eine Fläche von 210.000 m² ein und umfasst ein Volumen von 2.500.000 m³.